# The Thirteenth Hour (film, 1947)
Pour plus de détails, voir Fiche technique et Distribution.
The Thirteenth Hour est un film américain en noir et blanc réalisé par William Clemens, sorti en 1947.

## Synopsis
Steve Reynolds, le patron d'une entreprise de transport routier, se querelle avec une entreprise rivale. Il est bientôt frappé par un homme masqué qui vole le camion qu'il conduisait. L'assaillant renverse un policier dans le camion ; il dissémine alors des indices qui désignent Reynolds comme étant l'assassin.

## Fiche technique
- Titre : The Thirteenth Hour
- Réalisateur : William Clemens
- Scénario : Edward Bock, Leslie Edgley, Raymond L. Schrock
- Photographie : Vincent J. Farrar
- Montage : Dwight Caldwell (en)
- Musique : Arthur Morton
- Producteur : Rudolph C. Flothow (en)
- Société de production : Larry Darmour Productions
- Société de distribution : Columbia Pictures
- Pays de production :  États-Unis
- Langue originale : anglais américain
- Format : noir et blanc — 35 mm — 1,37:1 — son : mono (RCA Sound System)
- Genre : film noir
- Durée : 66 minutes
- Dates de sortie 
  - États-Unis : 6 février 1947
  - France : 18 juin 1948[1]

## Distribution
- Richard Dix : Steve Reynolds
- Karen Morley : Eileen Blair
- John Kellogg : Charlie Cook
- Jim Bannon : Jerry Mason
- Regis Toomey : Don Parker
- Bernadene Hayes : Mabel Sands
- Mark Dennis : Tommy Blair
- Anthony Warde : Ranford
- Ernie Adams : McCabe
- Cliff Clark : le capitaine Linfield
- Otto Forrest : le narrateur (« The Whistler »)

## Production
The Thirteenth Hour est le septième volet des huit films que compte la série de film noirs The Whistler (radio series) (en) produits dans les années 1940, avec Richard Dix dans le rôle principal (excepté pour le dernier film). L'acteur incarne un personnage différent dans chaque film, qui va du héros sympathique aux manières douces à une vile et puissante crapule. Ceci est le dernier film de la série Whistler tourné par Richard Dix, et l'un des deux seuls qui le présentent sous un jour sympathique. Souffrant d'une maladie cardiaque, l'acteur n'a pu poursuivre sa carrière d'acteur (il mourra en septembre 1949 à l'âge de 56 ans). Dans le huitième et dernier film de la série, Richard Dix est remplacé par Michael Duane (en).
Liste des films Whistler
- 1944 : The Whistler de William Castle
- 1944 : The Mark of the Whistler de William Castle
- 1945 : The Power of the Whistler de Lew Landers
- 1945 : Voice of the Whistler de William Castle
- 1946 : Mysterious Intruder de William Castle
- 1946 : Le Baiser de la mort (The Secret of the Whistler) de George Sherman
- 1947 : The Thirteenth Hour de William Clemens
- 1948 : The Return of the Whistler de D. Ross Lederman